# Wendy Hughes
Wendy Hughes (Melbourne, 29 juli 1952 – Sydney, 8 maart 2014) was een Australisch actrice.

## Levensloop en carrière
Geboren uit Engelse ouders maakte Wendy Hughes in 1974 haar filmdebuut. Haar grootste rol speelde ze in Lonely Hearts uit 1982. Deze film was het begin van een langdurige samenwerking met regisseur Paul Cox. In haar latere carrière acteerde ze nog samen met sterren zoals Peter Falk en Charles Durning. In 1993 speelde ze Dr. Carol Blythe, M.E. in Homicide: Life on the Street. Eind jaren 90 speelde ze in State Coroner en Paradise Road.
In 2014 overleed ze op 61-jarige leeftijd aan kanker.
- Biblioteca Nacional de España: XX1267027
- Bibliothèque nationale de France: cb13895393p (data)
- Gemeinsame Normdatei: 1048300161
- International Standard Name Identifier: 0000 0001 1440 2324
- Library of Congress Control Number: no2002000108
- MusicBrainz: 4f5ce802-6b0a-4204-867e-f5ad30031ebe
- Nationale Bibliotheek van Tsjechië: xx0178898
- Virtual International Authority File: 26723595
- WorldCat: E39PBJg8GxDjb7fgf6GBCDRYfq